# Lutz-Röhrich-Preis
Der Lutz-Röhrich-Preis der Märchen-Stiftung Walter Kahn wird seit 1994 jährlich für volkskundlich historisch-vergleichende Erzählforschung zur Förderung des wissenschaftlichen Nachwuchses vergeben. Seit 2000 ist ihm ein Gesonderter Förderpreis beigeordnet (bis 2015 „Anerkennungspreis“), der zusätzlich vergeben werden kann, wenn „mehrere herausragende Einsendungen zum Lutz-Röhrich-Preis vorliegen“. Ausgezeichnet werden soll die jeweils „beste studienabschließende Arbeit“. Der Lutz-Röhrich-Preis ist derzeit mit 2500 Euro dotiert, der Gesonderte Förderpreis mit 1500 Euro.
Die Kandidaten werden durch Eigenbewerbungen und durch Vorschläge von Hochschullehrenden ermittelt. Die eingereichten Arbeiten dürfen noch nicht ausgezeichnet worden sein und werden von einer fachkundigen Jury beurteilt. Den Juroren ist es überlassen, den Preis nicht zu verleihen. Er wird aus dem Fonds der Märchen-Stiftung Walter Kahn finanziert.
Der Preis ist nach dem Volkskundler und Erzählforscher Lutz Röhrich (1922–2006) benannt. Er war 1991 Preisträger des ebenfalls von der Märchen-Stiftung verliehenen Europäischen Märchenpreises, von 1992 bis zu seinem Tode Kuratoriumsmitglied der Stiftung und ein Freund von Walter Kahn, dem er einen Preis vorschlug, „der nun wirklich jungen Wissenschaftlern zugute kommt“. Walter Kahn ging darauf ein und benannte den Preis nach dem Ideengeber, „auch als nachträgliche Ehrung zu [Lutz Röhrichs] 70. Geburtstag“. Entsprechend „berücksichtigt [der Preis] insbesondere Forschungsansätze im Sinne [von Lutz Röhrich] (interdisziplinäre historisch-vergleichende Erzählforschung) unter Einbezug von beurteilbaren Forschungsansätzen verwandter Fächer.“
Überreicht wird der Preis seit 2000 im September während der Märchentage im unterfränkischen Volkach im Rahmen eines Festaktes im Schelfenhaus. Vorher fanden die Verleihungen in Rheine (1994), Gelsenkirchen (1998) und Kassel (1999) statt, nämlich bei den Kongressen der Europäischen Märchengesellschaft und im „Märchenmuseum an der Schönen Aussicht“.

## Preisträger
- 1994 Majan Mulla Dharwood, Karnataka Dharwad (Indien)
- 1995 Holger Joerg, Freiburg
- 1996 Monika Huber, Augsburg
- 1997 „mangels preiswürdiger Bewerbungen ausgesetzt“[1]
- 1998 Harald Müller, Bochum
- 1999 Gabriele Brunner Ungricht, Zürich
- 2000 Susanne Meier, Wuppertal; Anerkennungspreis: Simone Jung, Köln
- 2001 Jessica Lütge, Marburg; Anerkennungspreis: Uta Reuster-Jahn, Mainz
- 2002 Judith Laeverenz, München; Hannelore Jeske, Flensburg
- 2003 Miriam Witte, Braunschweig
- 2004 Anke Schmidt, Bonn
- 2005 Renate Erhart, Innsbruck; Anerkennungspreis: Isamitsu Murayama, Frankfurt am Main
- 2006 Maria Kaliambou, München
- 2007 Astrid Brüggemann, München
- 2008 ausgesetzt
- 2009 Regina Freyberger, München; Anerkennungspreis: Steffi Bahro, Potsdam
- 2010 Olena Kuprina, Ukraine; Anerkennungspreis: Edelgard Siegmund, Gießen
- 2011 Juliane Egerer, Freiburg
- 2012 Jasmin Beer, Jena; Anerkennungspreis: Teresa Maria Müller, Heidelberg
- 2013 Martin Schröder, Bamberg
- 2014 Steffen Retzlaff, Dresden
- 2015 Caroline Hennen, Bonn; Anerkennungspreis: Annika Regina Nitschke, Konstanz
- 2016 Ute Hager, Passau; Gesonderter Förderpreis: Florian Schütz, Jena
- 2017 Lina Sophie Dolfen; Gesonderter Förderpreis: Janin Pisarek, Jena
- 2018 Acakpo Constant Juladie Sedote, Bamberg; Gesonderter Förderpreis: Zhizi Yang, Göttingen
- 2019 Dieter Brand-Kruth, Bremen
- 2020 Lubomír Sůva, Göttingen; Gesonderter Förderpreis: Jule Ana Herrmann, Berlin
- 2021 und 2022 „mangels Bewe[r]bungen ausgesetzt (zurückzuführen auf die Schließungen der Universitäten während der Coronapandemie)“[1][2]
- 2023 Mara Hoffmann, Mainz
- 2024 Evelin Ruhnow, Duisburg; Gesonderter Förderpreis: Alexandra Rietiker, Schweiz